# Justus Perthes
Johann Georg Justus Perthes (Rudolstadt, 1749 – Gotha, 1816) è stato un editore tedesco.
Nel 1785 fondò a Gotha la Justus Perthes Verlag ("Justus Perthes Editrice"), che ebbe l'esclusiva della pubblicazione dell'Almanach de Gotha. Sotto la casa editrice furono pubblicate inoltre varie riviste geografiche curate da August Petermann.